# Metropol Model C
Der Metropol Model C und seine Varianten D und E von 1913–1914 waren sportliche, US-amerikanische Personenwagen. Hersteller war die Metropol Motors Corporation in Port Jefferson, Suffolk County, New York.

## Vorgeschichte
Die Metropol Motors Corporation war entweder das Nachfolgeunternehmen der illiquide gewordenen Only Motor Car Company oder, wahrscheinlicher, eine Neugründung durch die gleichen Geschäftsleute, die bereits für die Only Motor Car Company verantwortlich waren. Diese war 1909 eingerichtet worden, um einen sehr sportlichen Personenwagen mit einem ungewöhnlichen Einzylindermotor herzustellen, den Only Model A. 1912 wurde ein gleichnamiger Nachfolger mit einem sehr großen Vierzylindermotor vorgestellt. Erhältlich waren offene Zwei- und Viersitzer. Nach kurzer Produktionszeit und wahrscheinlich vor dem Hintergrund einer bevorstehenden Insolvenz entschied sich die Geschäftsleitung, dieses Automobil in einem neuen Unternehmen und mit neuem Markennamen herzustellen. Die Only Motor Car Company musste tatsächlich im Frühling 1913 schließen.

## Metropol
Der neue Metropol wurde zunächst nur als Roadster Model C angeboten. Dabei handelte es sich um den minimal überarbeiteten Only von 1912. Die Änderungen betrafen ein um 3 Zoll (7,6 cm) verlängertes Fahrgestell, eine aufgefrischte Karosserie und etwas größere Räder. Der Preis stieg von 1000 US-Dollar auf 1475 Dollar, was angesichts der gebotenen Leistung immer noch ein sehr günstiges Angebot darstellte. Trotzdem verkaufte sich der Metropol nicht gut.
Für 1914 wurden dem Roadster zwei neue Varianten zur Seite gestellt: Model D war ein Touring mit 5 Sitzen und Model E ein Rennsportwagen in der Tradition des Mercer oder Stutz Bearcat. Die Preise lagen bei 1650 Dollar resp. 2250 Dollar. Für das Model C von 1914 liegen zwei Preisangaben vor: 1475 Dollar wie im Vorjahr
Im April 1914 musste auch die Metropol Motors Corporation Insolvenz anmelden.

## Technik
Dass die Vierzylinder-Modelle von Only und Metropol einander sehr ähnlich waren, ist in der Literatur gut belegt. Die Quellenlage ist bei Metropol etwas besser. Wo die Quellen keine anderen Vorgaben liefern, wurden daher die technischen Daten entsprechend für beide Baureihen verwendet. Konstrukteur aller Only- und Metropol-Fahrzeuge war François Maurice Richard, der danach auch den RiChard und den La Marne realisierte.
Metropol nannte eine Leistung von 90 bhp (67 kW) und einen Verbrauch von 25 MPG (ca. 9,4 Liter/100 km). Garantiert wurde eine Höchstgeschwindigkeit von 75 MPH (120 km/h). Das waren damals beeindruckende Werte, die geeignet waren, um in Verbindung mit äußerst attraktiven Preisen ausreichend Kundschaft zu interessieren. Warum dies nicht geschah, ist unklar. Leistungen um 90 bhp finden sich zu dieser Zeit nur in einigen ultraluxuriösen Fahrzeugen mit Preisen zwischen 4000 und 6000 Dollar.

### Motor
Der Motor war als sehr großer, wassergekühlter Vierzylindermotor ausgelegt. seitliche Ventile werden von einer Quelle genannt, andere präzisieren dies für den Metropol Model C als T-Kopf-Steuerung. Dies ist eine damals für Hochleistungsmotoren übliche Variante der Seitensteuerung mit Ein- und Auslassventilen auf einander gegenüber liegenden Seiten des Motorblocks. Die Motorschmierung erfolgte per Ölpumpe und Schleuderschmierung.
Die Bohrung betrug 4 ¼ Zoll (ca. 108 mm), der Hub 7 ⅞ Zoll (200 mm). Daraus ergab sich ein Hubraum von 446,9 c.i. (7323 cm³). Die Kurbelwelle war dreifach gelagert.
Der Vergaser wurde selber hergestellt, wahrscheinlich nach Richards Patent. Andere Fabrikate scheinen auf Wunsch erhältlich gewesen zu sein. Zur Zündanlage ist bekannt, dass zwei Systeme vorhanden waren. Üblicherweise waren das eine Batterie- und eine Magnetzündung, weil die frühen Batterien notorisch unzuverlässig arbeiteten. Die Systeme wurden unabhängig voneinander bedient, im Gegensatz zur Doppelzündung mit zwei Zündkerzen pro Zylinder.
Aus dem langhubig angelegten Motor resultierte eine recht niedrige Steuerklasse. Das ist darauf zurückzuführen, dass für deren Berechnung nur die Zylinderbohrung, nicht aber der Hub herangezogen wurde. Diese Daten sind also errechnet, nicht gemessen. Die meisten Quellen nennen ein Rating von 30 PS, eine einzelne 28,9 PS.

### Kraftübertragung
Die Kraftübertragung erfolgte über ein konventionelles Dreigang-Schaltgetriebe, eine Konuskupplung und wahrscheinlich Antriebsketten; darauf deutet zumindest ein Kasten auf dem Trittbrett vor dem hinteren Kotflügel hin. Konkrete Angaben fehlen, das war aber auch die damals übliche Kraftübertragung bei Fahrzeugen mit so hoher Leistung. Die modernere Kardanwelle mit Kraftübertragung auf ein Differenzial an der Hinterachse war bereits bekannt, eignete sich aber vorerst nur für leichte Fahrzeuge.

### Fahrgestell und Aufhängung
Der Metropol hatte, soweit sichtbar, einen konventionellen Leiterrahmen. Der Radstand wird mit 115 Zoll (2921 mm) angegeben. Dass das Fahrzeug als Rechtslenker ausgelegt ist, war damals nicht ungewöhnlich. Es hatte Starrachsen vorn und hinten. Auf Fotos ist gut zu erkennen, dass die Vorderachse an Halbelliptik-Blattfedern aufgehängt war. Die Hinterachse wurde ebenfalls von solchen Halbelliptikfedern getragen; sie wird als full floating beschrieben. Demnach ist sie so konstruiert, dass ihre Halbwellen von Querkräften befreit sind. Das äußere Wellenende steckt in der Radnabe.
Zeitgenössische Aufnahmen zeigen hölzerne Artillerieräder mit je zwölf Speichen. Vorgesehen waren Reifen der Dimension 33 ×4 Zoll.
Zur Bremsanlage liegen keine Informationen vor. Üblicherweise wirkte entweder die Fußbremse auf Bremstrommeln an der Hinterachse und die Handbremse auf eine weitere Trommel am Getriebe oder der Kardanwelle. Moderne Konstruktionen verfügten über Innenbacken-Bremstrommeln, die mit dem Bremspedal betätigt wurden und Außenbackenbremsen, auf die mit der Handbremse eingewirkt wurde.

### Karosserien
Nur vom Model C Roadster liegt eine Illustration vor. Die Aufnahme zeigt einen Speedster-Aufbau mit hoch angesetzter Motorhaube, der schon beim Only typischen Kühlermaske in Form eines Portals und gerundetem Heck. Türen waren nicht vorgesehen. Es ist anzunehmen, dass eine Halterung zum Mitführen von Ersatz-Felgenkränzen am Heck angebracht war. Der Touring war als Fünfsitzer ausgelegt.

## Modellübersicht
| Modell        | Bauzeit | Motorenhersteller, -bauform, Ventilsteuerung | Hubraum                 | Leistung        | Radstand          | Karosserie        | Preis             |
| ------------- | ------- | -------------------------------------------- | ----------------------- | --------------- | ----------------- | ----------------- | ----------------- |
| Model C 30 HP | 1913    | Only, R4, T-Kopf                             | 446,9 cu in (7.323 cm³) | 90 PS (66,2 kW) | 115 in (2.921 mm) | Roadster, 2 Sitze | 1475 US$          |
| Model C 30 HP | 1914    | Only, R4, T-Kopf                             | 446,9 cu in (7.323 cm³) | 90 PS (66,2 kW) | 115 in (2.921 mm) | Roadster, 2 Sitze | 1475 US$ 1350 US$ |
| Model D 30 HP | 1914    | Only, R4, T-Kopf                             | 446,9 cu in (7.323 cm³) | 90 PS (66,2 kW) | 115 in (2.921 mm) | Touring, 5 Sitze  | 1650 US$          |
| Model E 30 HP | 1914    | Only, R4, T-Kopf                             | 446,9 cu in (7.323 cm³) | 90 PS (66,2 kW) | 115 in (2.921 mm) | Racer, 2 Sitze    | 2250 US$          |